# Martin Büsser

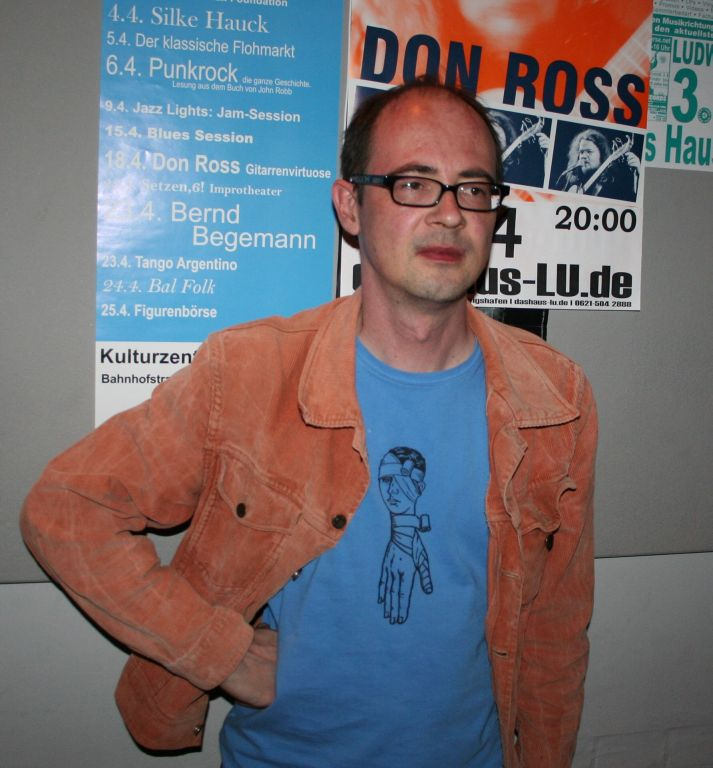
Martin Büsser (2009)

Martin Büsser (* 12. Februar 1968; † 23. September 2010) war ein deutscher Autor und Verleger mit Schwerpunkt Popkultur.

## Leben
Büsser studierte Vergleichende Literaturwissenschaft, Kunstgeschichte und Theaterwissenschaft an der Johannes Gutenberg-Universität Mainz. In den 1980er und 1990er Jahren war er für das Punk- und Hardcore-Fanzine Zap tätig, für das er diverse Interviews führte, unter anderem mit Henry Rollins, Courtney Love, den Butthole Surfers, Half Japanese, Sonic Youth, den The Flaming Lips und Nirvana. Er sorgte innerhalb der Hardcore-Punk-Bewegung für zahlreiche Debatten, weil er den seiner Ansicht nach engstirnigen Musikgeschmack der Szene nicht akzeptierte, sondern auch über Künstler wie Heiner Goebbels oder John Zorn schrieb.
Ab Mitte der 1990er arbeitete er als freier Journalist mit den Schwerpunkten Popkultur, Musik, Film, Gender Studies und zeitgenössische Kunst, unter anderem für konkret, die Süddeutsche Zeitung, Die Wochenzeitung, Intro, Jazzthetik, Jungle World und Emma. Er war Mitbegründer und -herausgeber der seit 1995 im Mainzer Ventil Verlag erscheinenden Buchreihe testcard – Beiträge zur Popgeschichte. Mit seiner Arbeit als Herausgeber, Autor und Journalist war Büsser einer der letzten Vertreter der sogenannten Poplinken in Deutschland, die in der Tradition u. a. von Diedrich Diederichsen, Jutta Koether und Dietmar Dath Popkultur einer emanzipatorisch linken Kritik unterziehen. Schwerpunkt seiner Analysen waren jedoch nicht „populäre“ (im Sinne von: massenkulturell rezipierte) Phänomene, sondern avantgardistische Randbereiche von Musik und Film, die nur deshalb noch immer mit dem Begriff des Pop versehen werden, da sie nicht dem traditionellen (Hoch-)Kulturbetrieb entstammen. Obwohl der kritischen Theorie nahestehend, machte sich Büsser in zahlreichen Publikationen dafür stark, die tradierte Trennung von „E“- und „U“-Kultur aufzuheben, da zahlreiche als „U“ klassifizierte Kunst/Musik (z. B. Bands wie Black Dice, Japanther, Fuck Buttons) ganz in der Tradition modernistisch-avantgardistischer Konzepte stehen und z. B. John Cage näher sind als all jenem, was seit den 1990ern unter Pop gefasst und rezipiert wird.
Büsser arbeitete auch als Lektor und Co-Verleger des Ventil Verlags. Er war Mitarbeiter mehrerer Anthologien, unter anderem von Kursbuch Jugendkultur (Hrsg. von SpoKK, 1997), Pop und Mythos (Hrsg. von Heinz Geuen und Michael Rappe, 2001) und dem Text + kritik Sonderband: Pop-Literatur (Hrsg. von Heinz Ludwig Arnold und Jörgen Schäfer, 2003). Gleichfalls arbeitete er am Neuen Funkkolleg Popkultur des Hessischen Rundfunks 1998 mit. 2005 beteiligte er sich am Buch-CD-Projekt I Can’t Relax in Deutschland gegen den Pop-Nationalismus in Deutschland. Büsser gab 2007 die Trikont erschienene CD Sidewalk Songs & City Stories mit einer Auswahl an zeitgenössischen Songwritern von LoFi-Underground bis zu Anti-Folk heraus. Büsser war maßgeblich daran beteiligt, die Antifolk-Szene in Deutschland bekannt zu machen. Bevor Kimya Dawson durch ihren Soundtrack zum Film Juno bekannt wurde, machte er durch sein Buch und zahlreiche Zeitungsartikel auf die Bedeutung dieser Musik im Sinne einer neuen, popkulturellen Befindlichkeit Post-9/11 aufmerksam, woraufhin in der New York Times stand, dass Antifolk zwar bereits in Deutschland mit einem eigenen Buch gewürdigt wurde, in der eigenen Stadt dagegen noch völlig unbekannt sei.
In den letzten Jahren lag ein Schwerpunkt von Büssers Arbeiten bei Themen aus dem Bereich der Gender- und Queer Studies, unter anderem als Herausgeber der „Sex“-Ausgabe von testcard (2008). 2009 erschien seine Graphic Novel Der Junge von nebenan im Verbrecher Verlag. Sie handelt von einem Jungen, der in den 1970er Jahren als Sohn zweier Top-Terroristen in der BRD aufwächst und seine schwule Identität entdeckt, während die Eltern damit beschäftigt sind unterzutauchen. Postum erschien 2018 im Ventil Verlag der Reader Für immer Pop. Texte, Artikel und Rezensionen aus zwei Jahrzehnten mit wichtigen Texten Büssers, ediert von Jonas Engelmann.
Büsser war Sänger (Spoken-Word) und Texter der Band Pechsaftha, die im Juli 2007 ihr letztes Album Dick in Frisko veröffentlichte. Außerdem war er auch für das Artwork verantwortlich. Weitere Mitglieder der Band waren Junge von EA80 sowie Musiker von „Klotzs“ und „grafzahl“.
Am 23. September 2010 erlag er einer Krebserkrankung. Im April 2023 wurde in Mainz-Neustadt die ehemalige Pfitznerstraße in Martin-Büsser-Straße umbenannt.

## Audios
- Martin Büsser: Geschlechterverhältnisse in der Punk- und Hardcore-Szene. Vortrag vom 7. Mai 2008.
- Martin Büsser: Von der Avantgarde zur Selbstreferenzialität. Vortrag vom 18. April 2009

## Werke
- If the kids are united. Von Punk zu Hardcore und zurück. In: Ein Testcard-Buch. 1. Auflage. Dreieck, Mainz 1995, ISBN 3-930559-48-X.
- Antipop. Essays und Reportagen zur Popmusik der Neunziger. In: Ein Testcard-Buch. 1. Auflage. Dreieck, Mainz 1998, ISBN 3-930559-45-5.
- Popmusik. Rotbuch Taschenbuch 3000, Hamburg 2000, ISBN 3-434-53502-0.
- Lustmord Mordlust. Das Sexualverbrechen als ästhetisches Sujet im 20. Jahrhundert. Ventil, Mainz 2000, ISBN 3-930559-57-9.
- Pop Art. Rotbuch Taschenbuch 3022, Hamburg 2001, ISBN 3-434-53524-1.
- Wie klingt die Neue Mitte?. Rechte und reaktionäre Tendenzen in der Popmusik. Ventil, Mainz 2001, ISBN 3-930559-90-0.
- On The Wild Side. Die wahre Geschichte der Popmusik. Europäische Verlagsanstalt, Hamburg 2004, ISBN 3-434-50565-2.
- Black Music. In: Testcard. Band 13. Ventil, Mainz 2004, ISBN 3-931555-12-7.
- Antifolk. Von Beck bis Adam Green. Ventil, Mainz 2005, ISBN 3-931555-93-3.
- Martin Büsser: Deutsche Kulturbewahrer. eine Initiative von Unterm Durchschnitt, Conne Island, Beatpunk Webzine, Guess I Was Punk, Propellas und Blackstar Conspiracy. In: Andreas Waltner (Hrsg.): I Can’t Relax in Deutschland. 1. Auflage. unterm durchschnitt, Köln 2005, ISBN 3-00-015776-X.
- Martin Büsser, Gunnar Schedel, Jean-Luc Dadache, Marvin Chlada, Gerd Dembowski, Michael Schmidt-Salomon: Die neuen Heiligen, Band 2. Franz Beckenbauer, Dalai Lama, Jenny Elvers und andere Aliens. Alibri Verlag, 2008, ISBN 978-3-932710-35-3.
- Der Junge von nebenan. Graphic Novel. Verbrecher Verlag, Berlin 2009, ISBN 978-3-940426-40-6.
- Music is my Boyfriend. Texte 1990–2010. Ventil, Mainz 2011, ISBN 978-3-931555-45-0.
- Emo: Porträt einer Szene. (Hrsg.) Ventil, Mainz, 2013. ISBN 978-3955750053.
- Für immer Pop. Texte, Artikel und Rezensionen aus zwei Jahrzehnten. Ed. Jonas Engelmann. Ventil, Mainz 2018, ISBN 978-3-95575-093-0.